# Matts Kulisek
Matts Kulisek (ur. 30 lipca 1985) – kanadyjski snowboardzista. Nie startował jak do tej pory w igrzyskach olimpijskich i mistrzostwach świata. Najlepsze wyniki w pucharze świata zanotował w sezonie 2010/2011, kiedy to zajął 23. miejsce w klasyfikacji generalnej (AFU), a w klasyfikacji big air był 11.

## Sukcesy

### Puchar Świata

#### Miejsca w klasyfikacji generalnej
- 2009/2010 - 147. 
  - AFU[2]
- 2010/2011 - 23.
- 2011/2012 -

#### Miejsca na podium w zawodach
1. Stoneham – 19 lutego 2011 (Big Air) - 2. miejsce
2. Stoneham - 24 lutego 2012 (Big Air) - 3. miejsce